# Platin-Tenöre

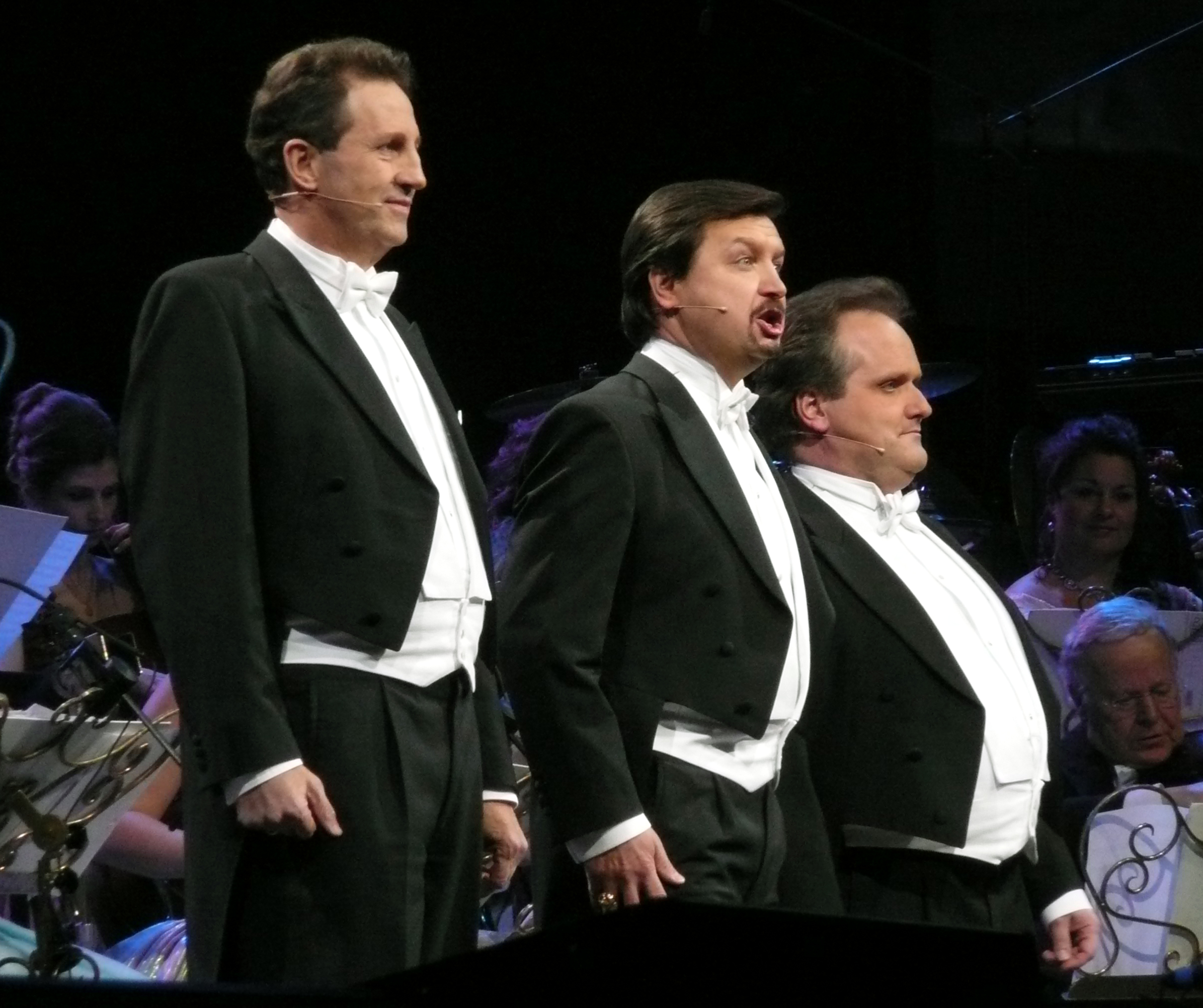
Die Platin-Tenöre beim Konzert von André Rieu am 2. Jan. 2010 in Köln. Von links nach rechts: Gary Bennett, Béla Mavrák und Thomas Greuel.

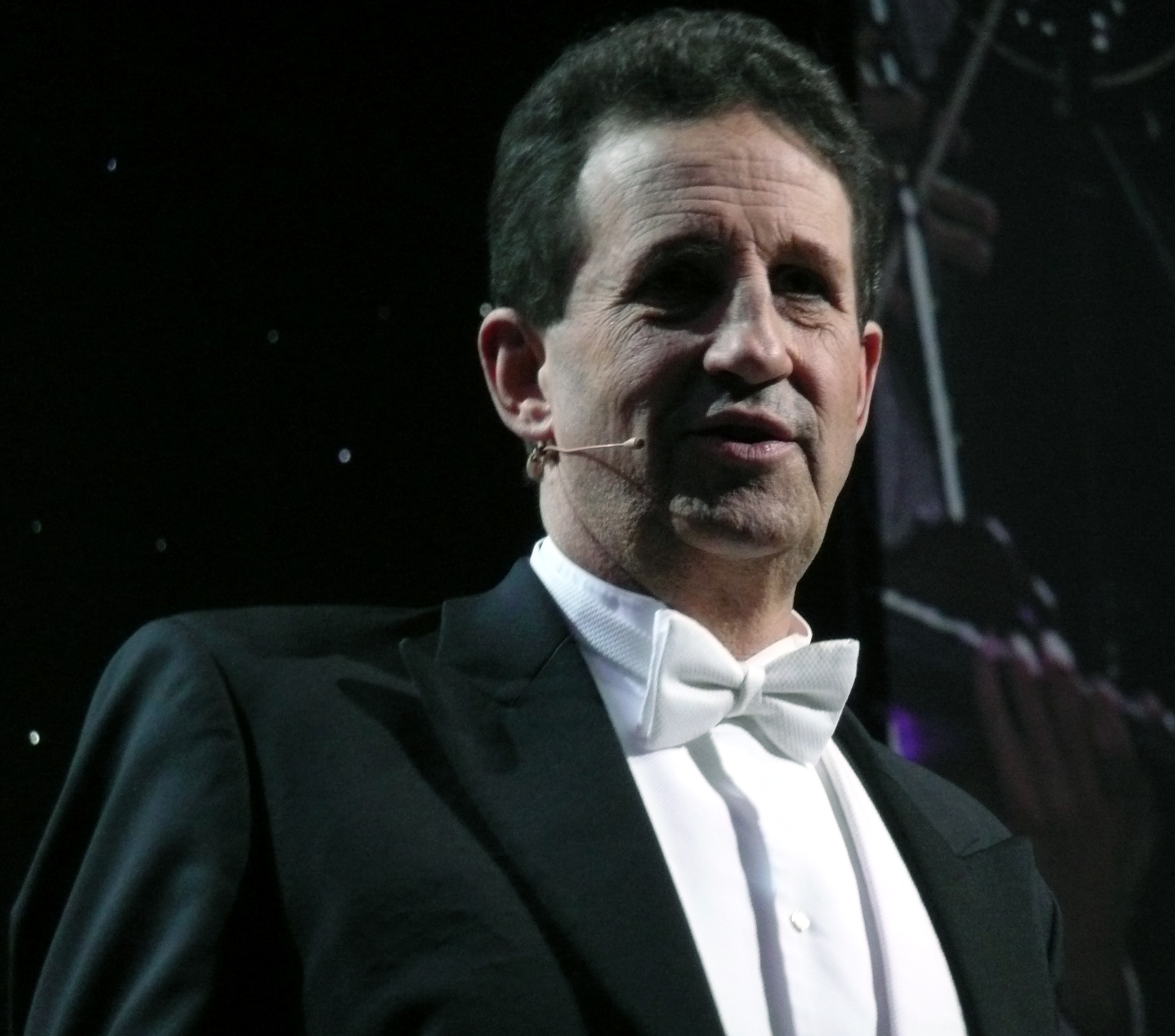
Gary Bennett beim Konzert von André Rieu am 2. Jan. 2010 in Köln

Die Platin-Tenöre sind ein aus den Tenören Gary Bennett, Béla Mavrák und Serge Bosch bestehendes klassisches Gesangstrio. Bekannt sind sie vor allem durch ihre gemeinsamen Auftritte mit André Rieu und dessen Orchester im Rahmen von deren Tourneen und Fernseh-Specials. 
Ursprünglich bestanden die Platin-Tenöre aus Bennett, Mavrák und Thomas Greuel. Greuel schied 2015 aus und wurde durch den Franzosen Eric Reddet ersetzt. Reddet wiederum wurde 2018 durch den Belgier Serge Bosch ersetzt. 
Gary Bennett wurde in Australien geboren. Nach einem Studium in Mathematik und Physik nahm er ein privates Gesangsstudium auf, nach dessen Abschluss er sich sukzessive verschiedenen Opernbühnen zuwandte. Gary Bennett lebt in Köln.
Béla Mavrák wurde in Österreich von ungarischen Eltern geboren. Einem Gesangsstudium an der Musikakademie in Belgrad (seit 1989) folgte 1994 das künstlerische Diplom an der Kölner Musikhochschule. Seither ist Mavrák in vielfältiger Weise an internationalen Opern- und Konzertbühnen engagiert. Auch Béla Mavrák lebt in Köln.
Thomas Greuel wurde in Deutschland geboren. Sein 1987 an der Musikhochschule in Köln aufgenommenes Gesangsstudium schloss er 1993 mit der Bühnenreifeprüfung ab. Bereits während des Studiums wurde Greuel für die Deutsche Oper am Rhein in Düsseldorf engagiert, wo er zunächst bis 1996 unter Vertrag blieb. Es folgten Engagements an verschiedenen deutschen Opernhäusern, bis er 2001 an die Deutsche Oper am Rhein nach Düsseldorf zurückkehrte. Thomas Greuel lebt in Bad Münstereifel.